# Conferência de Quebec

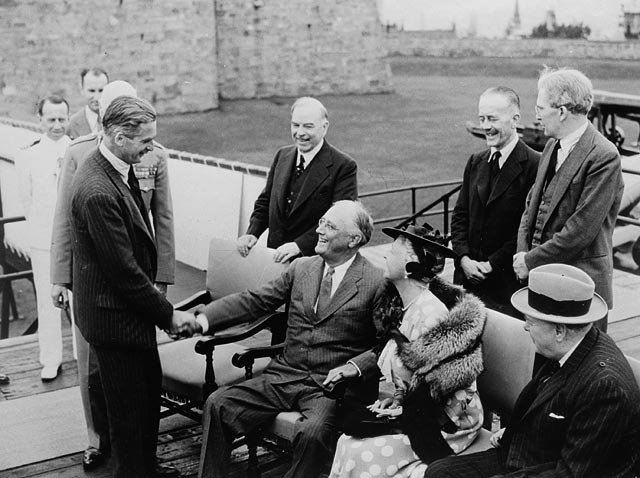
Anthony Eden cumprimentando o presidente norte-americano Franklin D. Roosevelt. Ao lado dele também se percebe o primeiro-ministro do Reino Unido, Winston Churchill.

A Primeira Conferência de Quebec (codinome "QUADRANT") foi uma, das conferências militares altamente secretas, realizadas durante a Segunda Guerra Mundial entre os governos britânico, canadense e dos Estados Unidos. A conferência foi realizada na cidade de Quebec, Canadá entre 17 e 24 de agosto de 1943. Foi realizada na Citadelle e no Château Frontenac. Os principais representantes foram Winston Churchill e Franklin D. Roosevelt, organizado pelo primeiro-ministro canadense, William Lyon Mackenzie King.

## Consequências
Os Aliados concordaram em começar as discussões para o planejamento da invasão da França, codinome Operação Overlord, em um relatório secreto dos Chefes de Estado Maior Combinado. Foi acordado que a Overlord começaria em 1 de maio de 1944, mas isso foi posteriormente desconsiderado e uma data posterior foi finalizada. No entanto, Overlord não era a única opção; por exemplo, havia a Operação Júpiter, que pretendia invadir a Noruega e consequentemente invadir a Alemanha, acaso a Overlord fracassa-se.